# Israel International 1978
Die Israel International 1978 im Badminton fanden vom 25. bis zum 26. April 1978 in Aschdod statt.

## Finalresultate
| Disziplin    | Sieger                          | Finalist                          | Ergebnis         |
| ------------ | ------------------------------- | --------------------------------- | ---------------- |
| Herreneinzel | Victor Yusim                    | Michael Rappaport                 | 15-10, 15-8      |
| Dameneinzel  | Chaya Grunstein                 | Carol Silman                      | 11-7, 7-11, 11-7 |
| Herrendoppel | Victor Yusim Michael Schneidman | Michael Rappaport Ward Boutelier  | 15-4, 15-6       |
| Damendoppel  | Chaya Grunstein Carol Silman    | Paloma Reichbart Vivian Meirowitz | 15-12, 15-6      |
| Mixed        | Michael Rappaport Carol Silman  | Ward Boutelier Paloma Reichbart   | 15-6, 15-6       |